# Megyesi Schwartz Lúcia
Megyesi Schwartz Lúcia (Pécs, 1970. augusztus 2. –) magyar operaénekes (mezzoszoprán). 

## Életpályája
Zenei tanulmányait szülővárosában kezdte. A Szegedi Zeneművészeti Főiskolán 1992-ben magánének szakon diplomázott, 1995-ben a budapesti Zeneakadémián (Bende Zsolt tanítványaként) énekművész–művésztanári szakon végzett, majd 1996-ban a stuttgarti Zeneakadémián Hamari Júliánál posztgraduális diplomát szerzett.
1994 óta a Magyar Állami Operaház tagja. 2006-tól 2008-ig a Grazi Opera szólistája. A Hungaroton állandó szólistája. Rendszeresen tart mesterkurzusokat.
A magyar zene, különösen Kodály Zoltán műveinek „nagykövete”. Repertoárján az operákon kívül oratórikus művek, dalok, dalciklusok, kortárs ősbemutatók szerepelnek. Első szólóalbuma 2001-ben készült.
Kiemelkedő fellépései az eisenstadti Haydn Fesztivál Fischer Ádámmal, Gioachino Rossini: Hamupipőke (Rossini) címszerepe a philadelphiai operában Stephen Lorddal, a Magyar Állami Operaház Carmen-turnéja Japánban, Marie-Luise szerepe a montpellier-i Opera Háry-produkciójában Gérard Depardieu-vel 2004-ben, Pergolesi Stabat Matere Rost Andreával és a Liszt Ferenc Kamarazenekarral az Orosz–Magyar Kulturális Év keretében, Rosina A sevillai borbélyban a Müpa-ban Káel Csaba rendezésében, a Carmen címszerepe Németország több városában Klaus Arppal, a Zempléni Fesztiválon Hollerung Gáborral és az Erkel Színházban Oberfrank Pál rendezésében Dénes István vezénylete alatt.

## Díjai, elismerései
- különdíj – Vinas énekverseny (1991, Barcelona)
- I. díj – I. Nemzetközi Barokk Énekverseny (1993, Budapest)
- Vasad község Díszpolgára – kiemelkedő művészi tevékenységéért (2013)

## Főbb opera szerepei
- Bernstein: West side story – Anita
- Bizet: Carmen – Carmen
- Donizetti: Boleyn Anna – Smeton
- Gounod: Faust – Siebel
- Haydn: Élet a Holdon – Lisetta; A patikus – Volpino
- Humperdinck: Jancsi és Juliska – Gertrud
- Kodály: Háry János – Örzse; Székely fonó – Szomszédasszony
- Mascagni: Parasztbecsület – Lola
- Mozart: Figaro házassága – Cherubino; Varázsfuvola – II., III. Dáma, Così fan tutte – Dorabella
- Offenbach: Hoffmann meséi– Nicklausse, The muse
- Purcell: Dido és Aeneas – Dido
- Rossini: A sevillai borbély – Rosina; Az alkalom szüli a tolvajt – Ernestina; Hamupipőke – Angelina
- Tallér Zs: Leander és Lenszirom – Bölömbér kerálné
- Verdi: Rigoletto – Magdalena
- Wagner: A Rajna kincse – Wellgunde, Az istenek alkonya – Wellgunde

## Koncertek
- Bach
  - János-passió
  - Máté-passió
  - Magnificat
  - h-moll Mise
  - Karácsonyi oratórium
  - Húsvéti oratórium
  - Cantatas No.35.169.170...
- Beethoven:
  - Missa Solemnis
- Britten
  - Tavasz szimfónia
- Duruflé
  - Requiem
- Antonín Dvořák
  - Stabat Mater, Requiem
- Georg Friedrich Händel
  - A Messiás
  - Judas Maccabeus
- Haydn
  - Die sieben letzten Worte
- Kodály
  - Budavári Te Deum
- Liszt Ferenc
  - Krisztus oratórium
- Mozart
  - Requiem
  - c-moll Mise
  - Davidde penitente
- Giovanni Battista Pergolesi
  - Stabat Mater
- Rossini
  - Stabat Mater
  - Kis ünnepi mise
- Robert Schumann
  - Das Paradies und die Peri
- Antonio Vivaldi
  - Stabat Mater
  - Gloria